# Dionis Sakalak
Dionis Sakalak (22 ottobre 1913 – ...) è stato un cestista turco.

## Carriera
Ha giocato nel Kurtuluş dal 1930 al 1944. Con la Turchia ha disputato 2 partite alle Olimpiadi del 1936.